# NGC 6670
NGC 6670 é uma galáxia espiral na direção da constelação de Draco. O objeto foi descoberto pelo astrônomo Lewis Swift em 1886, usando um telescópio refrator com abertura de 16 polegadas. Devido a sua moderada magnitude aparente (+14,3), é visível apenas com telescópios amadores ou com equipamentos superiores.